# Krananda nicolasi
Krananda nicolasi là một loài bướm đêm trong họ Geometridae.